# عسگرآباد عباسی
عسگرآباد عباسی، روستایی در بخش مرکزی شهرستان پیشوا در استان تهران ایران است.

## جمعیت
این روستا در دهستان عسگریه قرار دارد و براساس سرشماری مرکز آمار ایران در سال ۱۳۸۵، جمعیت آن ۱٬۰۲۴ نفر (۲۶۸خانوار) بوده‌است.